# Zorkoum (Kaya)
Pour les articles homonymes, voir Zorkoum.
Zorkoum est une localité située dans le département de Kaya de la province du Sanmatenga dans la région Centre-Nord au Burkina Faso.

## Géographie
Zorkoum est situé à 2 km au nord de Delga et à 13 km au nord-ouest du centre de Kaya, la principale ville de la région. Le village est traversé par la route nationale 15 reliant à Kaya à Kongoussi.
Le village est situé au sud du lac de Dem dans le périmètre du site Ramsar de protection des espaces humides.

## Économie
L'économie de Zorkoum, essentiellement agricole, bénéficie de la présence du lac de barrage de Dem pour l'irrigation de ses cultures maraîchères et vivrières.

## Éducation et santé
Le centre de soins le plus proche de Zorkoum est le centre de santé et de promotion sociale (CSPS) de Delga tandis que le centre hospitalier régional (CHR) se trouve à Kaya.
Zorkoum possède une école primaire privée.